# Comunità montana dell'Olivo e Alta Valle Arroscia
La Comunità montana dell'Olivo e Alta Valle Arroscia era un comprensorio montano della Liguria, in provincia di Imperia, formato dai comuni di: Aquila d'Arroscia, Armo, Aurigo, Borghetto d'Arroscia, Borgomaro, Caravonica, Cesio, Chiusanico, Chiusavecchia, Cosio di Arroscia, Diano Arentino, Diano San Pietro, Dolcedo, Lucinasco, Mendatica, Montegrosso Pian Latte, Pietrabruna, Pontedassio, Pornassio, Prelà, Ranzo, Rezzo, Vasia, Vessalico e Villa Faraldi.
Nata dall'unione delle due precedenti enti locali quali la Comunità montana dell'Olivo e la Comunità montana Alta Valle Arroscia, per disposizioni collegate alla legge finanziaria 2011, la comunità montana, così come tutte le altre della Liguria, è stata soppressa con la Legge Regionale n° 23 del 29 dicembre 2010 e in vigore dal 1º maggio 2011.
L'ente locale aveva sede a Pieve di Teco e il presidente, eletto nel 2009, era Renzo Brunengo.

## Storia
La Comunità Montana nacque a metà degli anni settanta sull'originario Consiglio di Valle. Il primo presidente della Comunità Montana fu l'On.Roberto Lucifredi, che volle la creazione di questo Ente e lo guidò nei suoi primi passi.
Con la disciplina di riordino delle comunità montane, regolamentate con la Legge Regionale n° 24 del 4 luglio 2008 e in vigore dal 1º gennaio 2009, non faceva più parte dell'originaria comunità montana il comune di Pieve di Teco che aveva delegato la stessa alle funzioni amministrative in materia di agricoltura, sviluppo rurale, foreste e antincendio boschivo.
Dal 1º maggio 2011 l'ente montano è stato soppresso con il trasferimento delle deleghe in materia nuovamente alla Regione e ai comuni interessati.

## Descrizione
Il territorio della comunità era compreso tra i ventisei comuni della valle Arroscia e della valle Dianese. È un territorio che ha ottenuto la certificazione ambientale e nel 2008 entrerà in funzione un impianto a biomasse alimentato con il cippato ovvero legna del bosco. Una soluzione innovativa che gode del finanziamento pubblico in quanto produrrà energia elettrica ed energia termica che alimenterà la rete di teleriscaldamento in modo ecocompatibile e a salvaguardia dell'ambiente.